# Baadur Dżobawa
Baadur Dżobawa, gruz. ბაადურ ჯობავა  (ur. 26 listopada 1983 w Gali) – gruziński szachista, arcymistrz od 2001 roku.

## Kariera szachowa
W roku 2000 zdobył w Oropesa del Mar brązowy medal na mistrzostwach świata juniorów do lat 18. W 2001 zwyciężył w otwartym turnieju w Schwäbisch Gmünd. W 2003 zdobył w Tbilisi tytuł mistrza Gruzji oraz zwyciężył w turnieju open w Dubaju. Rok później wystąpił w Trypolisie na mistrzostwach świata rozegranych systemem pucharowym, ale niespodziewanie odpadł już w I rundzie, przegrywając z Rubenem Felgaerem. W 2005 odniósł duży sukces, zajmując I miejsce (przed m.in. Lazaro Bruzonem, Kamilem Mitoniem, Wasilijem Iwanczukiem, Magnusem Carlsenem i Liviu-Dietrem Nisipeanu) w silnie obsadzonym turnieju Samba Cup w Skanderborgu. W 2006 odniósł największy sukces w dotychczasowej karierze, zwyciężając w najsilniejszym otwartym turnieju na świecie, Aerofłot Open w Moskwie. Zajął również I miejsce w Taiyuan oraz wystąpił w turnieju elity Dortmunder Schachtage w Dortmundzie. W 2007 zwyciężył w mistrzostwach Gruzji rozegranych w Tbilisi, natomiast w 2008 podzielił I m. (wspólnie z m.in. Wadimem Miłowem, Nigelem Shortem i Aleksiejem Aleksandrowem) w Baku. W 2009 r. zdobył w Budvie brązowy medal indywidualnych mistrzostw Europy, a w kolejnych mistrzostwach, rozegranych w 2010 r. w Rijece zdobył medal srebrny. W 2011 r. zwyciężył w turnieju Bosna w Sarajewie, w Warszawie zdobył tytuł mistrza Europy w szachach szybkich, zwyciężył również w turnieju open w Mediolanie. W 2012 zdobył trzeci w karierze tytuł mistrza Gruzji. W 2014 r. podzielił I m. (wspólnie z Serhijem Fedorczukiem i Mychajło Ołeksijenko) w memoriale Dawida Bronsteina w Mińsku.
3 lutego 2023 rzekomo wygłaszał rasistowskie komentarze pod adresem innych zawodników i publicznie krytykował członków zespołu Chess.com podczas rozgrywek w turnieju Airthings Masters. Spowodowało to, że został wykluczony ze wszystkich wydarzeń z nagrodami chess.com do końca 2023.
Wielokrotny reprezentant Gruzji w turniejach drużynowych, m.in.:
- siedmiokrotnie na olimpiadach szachowych (w latach 2000, 2002, 2004, 2006, 2008, 2010, 2014); dwukrotny medalista: indywidualnie – dwukrotnie złoty (2004 – za wynik rankingowy, 2004 – na IV szachownicy)[13],
- na drużynowych mistrzostwach świata (w roku 2005)[14],
- ośmiokrotnie na drużynowych mistrzostwach Europy (w latach 1999, 2001, 2003, 2005, 2007, 2009, 2011, 2013); dwukrotny medalista: wspólnie z drużyną – brązowy (2003) oraz indywidualnie – srebrny (2001 – na IV szachownicy)[15].

Jest drugim w historii (po Zurabie Azmaiparaszwilim) gruzińskim szachistą, który przekroczył granicę 2700 punktów rankingowych. Najwyższy ranking w dotychczasowej karierze osiągnął 1 września 2012 r., z wynikiem 2734 punktów zajmował wówczas 19. miejsce na światowej liście FIDE, jednocześnie zajmując 1. miejsce wśród gruzińskich szachistów.